# Barretthydrus
Barretthydrus là một chi bọ cánh cứng trong họ Dytiscidae.
Chi này được Lea miêu tả khoa học năm 1927.

## Các loài
Các loài trong chi này gồm:
- Barretthydrus geminatus Lea, 1927
- Barretthydrus stepheni Watts, 1978
- Barretthydrus tibialis Lea, 1927